# Damiatte
Damiatte är en kommun i departementet Tarn i regionen Occitanien i södra Frankrike. Kommunen ligger i kantonen Saint-Paul-Cap-de-Joux som tillhör arrondissementet Castres. År 2022 hade Damiatte 1 067 invånare.

## Befolkningsutveckling
Antalet invånare i kommunen Damiatte
| Referens: INSEE |